# Dicranomyia (Dicranomyia) tongensis
Dicranomyia (Dicranomyia) tongensis is een tweevleugelige uit de familie steltmuggen (Limoniidae). De soort komt voor in het Australaziatisch gebied.